# Steller Straße 15 (Isernhagen)

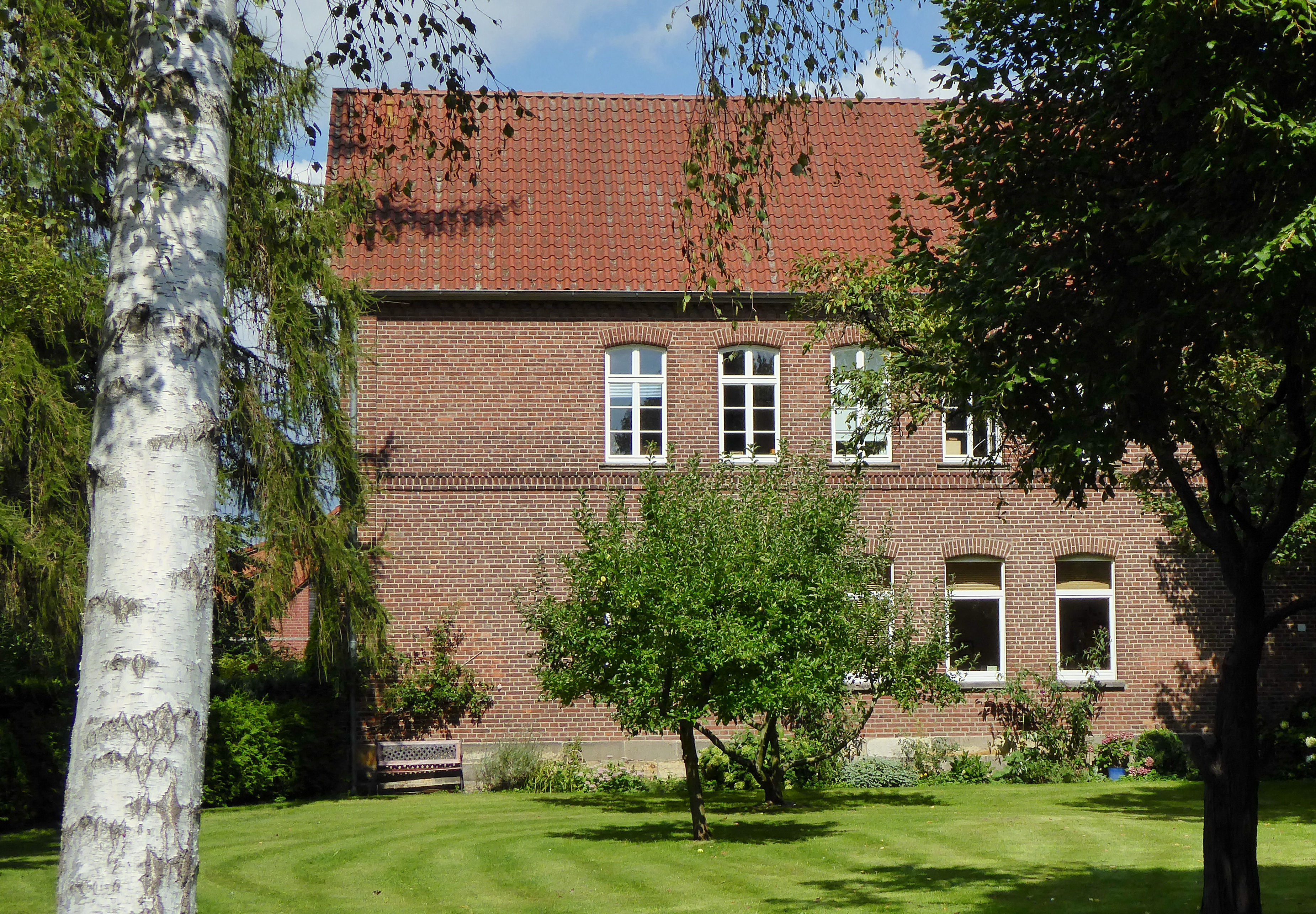
Das ehemalige Pfarrhaus und Wohnhaus der Familie Jünger, Südseite

Steller Straße 15 lautet die Adresse des denkmalgeschützten ehemaligen Pfarrhauses im Isernhagener Stadtteil Kirchhorst. Das Ende des 19. Jahrhunderts errichtete Gebäude findet sich westlich des Kirchhorster Friedhofes mit seiner Kapelle St. Nikolai und war Schauplatz von Geschichten nicht nur der Familie des Schriftstellers Ernst Jünger.

## Geschichte und Baubeschreibung
Das um 1894 etwa zeitgleich wie die dem Friedhof gegenüber errichtete Grundschule Kirchhorst erbaute Pfarrhaus zeigt sich durch sein Nebeneinander eines zweigeschossigen traufständigen Wohnhauses mit einem auf der Rückseite anschließenden Wirtschaftstrakt als den seit dem Anfang der 1880er Jahre vermehrt auftretenden Bautypus repräsentativer Wohnwirtschaftsgebäude. Lediglich die Orientierung des quer zur Firstlinie des Wirtschaftstraktes gestellten Kopfbaus zu Straße hin zeigt auf, dass das Gebäude von Anfang an als repräsentatives kommunales Gebäude geplant war.
Zur Zeit des Nationalsozialismus und im Jahr des Beginns des Zweiten Weltkrieges bezog der Schriftsteller Ernst Jünger mit seiner Ehefrau Gretha und seinem seinerzeit zehnjährigen Sohn „Ernstel“ 1939 das leerstehende Pfarrhaus. Während Ernst Jünger noch im selben Jahr in den Krieg zog und bis 1944 erst in Frankreich, dann im Kaukasus kämpfte, opponierte sein Sohn Ernstel – nunmehr als Jugendlicher – gegen das Regime der Nationalsozialisten, wurde dafür in ein Straflager gebracht und starb bereits 1944 an der Front in Italien.
Ebenfalls 1944 – nach dem Attentat vom 20. Juli auf Adolf Hitler – drohte Ernst Jünger in die anschließenden Säuberungsaktionen miteinbezogen zu werden. Schließlich wurde er jedoch nur aus der Wehrmacht entlassen und konnte sich in Kirchhorst in sein Arbeitszimmer – seine „Klarwetterklause“ – zurückziehen.
Noch während des Krieges überarbeitete Ernst Jünger in seinem Arbeitszimmer in der Steller Straße 15 seine Tagebuch-Aufzeichnungen, notierte in seine Kirchhorster Blätter seine präzisen Beobachtungen der Luftangriffe auf Hannover. Unterdessen führte seine Ehefrau Gretha ihren täglichen Kampf in ihrer „Arche“ – wie sie ihr Wohnhaus nannte – oftmals unterbrochen von den Schüssen der in der Nähe abgeschossenen Abwehrsalven der Flakhelfer und den Fluchten in die Erdbunker. Nach dem Einmarsch der US-amerikanischen Truppen 1945 wurde im Erdgeschoss des Gebäudes zunächst eine Einquartierung der Soldaten vorgenommen. Bald „wohnten“ auch in der oberen Etage bis zu fünfzig Menschen.
Noch bis 1948 lebte die Familie von Ernst Jünger in Kirchhorst.
Anfang des 21. Jahrhunderts wurde das Erdgeschoss als Kindergarten, das ehemalige Arbeitszimmer von Ernst Jünger privat genutzt.
Auf dem nahegelegenen Kirchfriedhof erinnern die vor einem Menschenalter in den Stamm einer Buche eingeritzten Initialen J. B. und die römischen Zahlen XXXIX an den Schriftsteller Ernst Jünger und das Jahr 1939.